# Đại học Vũ Hán
Đại học Vũ Hán (WHU) là một trường đại học công lập tại Vũ Hán, Hồ Bắc, Trung Quốc. Đây là một trường đại học trực thuộc quản lý của Bộ Giáo dục Trung Quốc. Thành lập năm 1893, Trường Đại học Vũ Hán là một trong những trường đại học tổng hợp trọng điểm của chính phủ.
Trường có 29 trường cao đẳng và rất nhiều các chuyên ngành học, bao gồm tất cả các ngành khoa học, Kỹ thuật, Nông nghiệp, Dược, Văn học, Lịch sử, Triết học, Luật, Kinh tế, Quản lý giáo dục, 85 chuyên ngành đaị học, 189 các chuyên ngành đào taọ Thạc sĩ, 99 chuyên ngành đào tạo Tiến sĩ, 11 chương trình nghiên cứu sau Tiến sĩ, các phòng thí nghiệm, thực hành thí nghiệm, các trung tâm nghiên cứu kỹ thuật công nghệ,...
Trường có hơn 5.000 giáo viên, trong đó hơn 300 các giáo sư và liên kết với hiệp hội các giáo sư, họ là thành viên trong Viện nghiên cứu Khoa học Trung quốc, Viện Kỹ thuật Trung quốc, và Viện nghiên cứu Âu Á. Trường có hơn 40.000 sinh viên đang theo học các khoá học đại học, trong đó có hơn 600 sinh viên quốc tế và hơn 8.000 sinh viên đã tốt nghiệp và tiếp tục theo học các khoá học Thạc sĩ và Tiến sĩ.

Nhà trường cũng mở một trung tâm học tiếng Trung và có các kỳ thi lấy chứng chỉ HSK dành cho sinh viên quốc tế học tập tại đây. Trường có đội ngũ giáo viên giàu kinh nghiệm, chất lượng dạy rất cao và có tính khoa học, 25 giáo viên dạy Tiếng Trung dành cho người nước ngoài trong đó có 15 giáo sư và liên kết với hiệp hội các giáo sư, Hội Ngôn ngữ tiếng Trung Quốc tế dành cho người nước ngoài, và 23 thành viên của Hội ngôn ngữ tiếng Trung Trung Quốc dành cho người nước ngoài.